# Comuna Șevcenko, Bratske
Șevcenko (în ucraineană Шевченко) este o comună în raionul Bratske, regiunea Mîkolaiiv, Ucraina, formată din satele Iasna Poleana, Șevcenko (reședința), Veselîi Rozdol și Viktorivka.

## Demografie
Componența lingvistică a comunei Șevcenko
     Ucraineană (83,09%)
     Română (12,18%)
     Rusă (4,01%)
Conform recensământului din 2001, majoritatea populației comunei Șevcenko era vorbitoare de ucraineană (83,09%), existând în minoritate și vorbitori de română (12,18%) și rusă (4,01%).